# UDP-N-acetilglukozamin—undekaprenil-fosfat N-acetilglukozaminfosfotransferaza
UDP-N-acetilglukozamin—undekaprenil-fosfat -acetilglukozaminfosfotransferaza (EC 2.7.8.33, UDP-N-acetilglukozamin:undekaprenil-fosfat -1-fosfat transferaza, WecA, WecA transferaza, UDP-GIcNAc:undekaprenil fosfat -acetilglukozaminil 1-P transferaza, GlcNAc-P-P-Und sintaza, GPT, TagO, UDP-GlcNAc:undekaprenil-fosfat GlcNAc-1-fosfat transferaza, UDP-N-acetil-D-glukozamin:ditrans,oktacis-undekaprenil fosfat -acetilglukozaminfosfotransferaza) je enzim sa sistematskim imenom UDP-N-acetil-alfa--glukozamin:ditrans,oktacis-undekaprenil fosfat N-acetil-alfa--glukozaminfosfotransferaza. Ovaj enzim katalizuje sledeću hemijsku reakciju
UDP--acetil-alfa--glukozamin + ditrans,oktacis-undekaprenil fosfat {\displaystyle \rightleftharpoons } UMP + N-acetil-alfa--glukozaminildifosfo-ditrans,oktacis-undekaprenol
Ovaj enzim katalizuje sintezu ditrans,oktacis-undekaprenil-N-acetil-alfa--glukozaminil difosfata.

## Literatura
- Nicholas C. Price; Lewis Stevens (1999). Fundamentals of Enzymology: The Cell and Molecular Biology of Catalytic Proteins (Third изд.). USA: Oxford University Press. ISBN 019850229X.
- Eric J. Toone (2006). Advances in Enzymology and Related Areas of Molecular Biology, Protein Evolution (Volume 75 изд.). Wiley-Interscience. ISBN 0471205036.
- Branden C; Tooze J. Introduction to Protein Structure. New York, NY: Garland Publishing. ISBN 0-8153-2305-0.
- Irwin H. Segel. Enzyme Kinetics: Behavior and Analysis of Rapid Equilibrium and Steady-State Enzyme Systems (Book 44 изд.). Wiley Classics Library. ISBN 0471303097.
- William P. Jencks (1987). Catalysis in Chemistry and Enzymology. Dover Publications. ISBN 0486654605.

## Spoljašnje veze
- UDP-N-acetylglucosamine---undecaprenyl-phosphate+N-acetylglucosaminephosphotransferase на 